# Gasteiner Ache
Die Gasteiner Ache durchfließt auf einer Länge von 40 km das im Bundesland Salzburg in Österreich gelegene Gasteinertal – im Wesentlichen nordwärts. An der Gasteiner Ache liegen die drei Hauptorte des Gasteinertals, Bad Gastein (1002 m), Bad Hofgastein (858 m) und Dorfgastein (830 m).

## Name
Der Fluss wird im Jahr 885 als rivolus Gastûna erstmals schriftlich erwähnt. Die Deutung des Gewässernamens ist umstritten. Der Name könnte eine Ableitung von der urkeltischen Wurzel *gasto- (='Weide, Weidenrute') sein und damit 'Gewässer, an dem Weidenbäume wachsen' bedeuten. Er könnte auch indogermanischen Ursprungs sein und mit der Wurzel *gʰeH- (='sich bewegen') in Zusammenhang stehen.

## Geschichte
In den 1560er-Jahren wurde für Bergbauzwecke Schifffahrt auf der Gasteiner Ache betrieben. Der Gasteiner Landrichter David Kölderer und der Oberste Berg- und Waldmeister Christoff Schüttpacher hatten am 9. März 1558 an den Salzburger Erzbischof Michael von Kuenburg geschrieben, „die Schifffahrt und den Rosstrieb in der Gastein“ einrichten zu dürfen. Nach Genehmigung ihrer Bitte wurde die Gasteiner Ache auf eine Länge von 82 Klaftern (rund 150 Meter) zurückgestaut, um einen kleinen See zu schaffen, auf dem die Schiffe manövrieren und umdrehen konnten. Im Folgejahr wurde ein Treppelweg entlang der Ache eingerichtet, wobei manche Brücken gehoben werden mussten, damit die Zugrösser unten durchpassieren konnten. Im Einvernehmen mit den anderen Gewerken kauften die Weitmoser das nötige Pferde-Geschirr bei den Salzschiffern in Hallein. Im Jahr 1560 scheint der Schifffahrtsbetrieb voll angelaufen zu sein.
Talabwärts wurden Gold-Erze transportiert, die für die Schmelzhütte in Lend bestimmt waren. Das Umladen in Klammstein auf Wägen bzw. Schlitten war gewiss aufwändig, offensichtlich aber lohnenswert.
Talaufwärts wurden Kalksteine für Neubauten in Hofgastein und Holzkohle für die noch verbliebenen Schmelzhütten im Gasteinertal transportiert.
Ab 1565 fehlen Nachrichten von der Schifffahrt. Sie dürfte spätestens 1569 mit der Gründung der großen Lender Handelsgesellschaft eingestellt worden sein, als die Stilllegung der Schmelzhütten im Gasteinertal vertraglich festgelegt wurde.

## Verlauf
Die Gasteiner Ache entspringt dem Gletscher Schlapperebenkees am Weinflaschenkopf (3008 m ü. A.) und einigen Quellen im Schlapperebenkar, in etwa 2400 m Höhe. Ihr Oberlauf wird auch Naßfelder Ache genannt und durchzieht das Naßfeldertal, in dem auch Sportgastein liegt. In der Nähe von Böckstein bildet der Fluss die bekannten Wasserfälle Kessel-, Bären- und Schleierfall, sowie die direkt im Ortszentrum von Bad Gastein liegenden Gasteiner Wasserfälle mit einer Höhe von 85 und 63 m. Im Bereich von Bad Gastein zwischen der Mündung des Palfner Baches und des Dorfes Badbruck fließt die Gasteiner Ache in einer Schluchtstrecke. Am Talende liegt der Klammpass, eine Klamm, die die Steilstufe in das deutlich tiefer liegende Salzachtal durchbricht. Bei Lend mündet das Gasteinertal in das Salzachtal und die Gasteiner Ache als Zubringer von rechts in die hier ostwärts fließende Salzach.

## Durchfluss
Am Pegel Bad Hofgastein beträgt die mittlere Durchflussmenge der Gasteiner Ache 10,3 m³/s. Sie ist durch die Kraftwerksgruppe Gasteiner Tal der Salzburg AG erschlossen.
Am 28. August 2023 kam es zu einer außergewöhnlich hohen Wasserführung und dadurch zu Schäden an der Achenpromenade. Über die dabei angeschwollenen Fälle im Ort Bad Gastein wurde berichtet.

## Nebenbäche
Die Gasteiner Ache hat ein Einzugsgebiet von 331,4 Quadratkilometern. Die größten Zuflüsse sind:
| Name            | Mündungsseite | Mündungsort         | Einzugsgebiet in km² |
| --------------- | ------------- | ------------------- | -------------------- |
| Naßfelder Ache  | Oberlauf      | Böckstein           | 57,4                 |
| Anlaufbach      | rechts        | Böckstein           | 42,4                 |
| Palfner Bach    | rechts        | Bad Gastein         | 04,8                 |
| Kötschachbach   | rechts        | Badbruck            | 40,7                 |
| Gadauner Bach   | rechts        | Gadaunern           | 2,4                  |
| Angerbach       | links         | Anger               | 34,7                 |
| Schloßbach      | links         | Hundsdorf           | 05,1                 |
| Rastötzenbach   | rechts        | Bad Hofgastein      | 07,4                 |
| Leidalmbach     | links         | Haitzing            | 08,7                 |
| Wiedner Almbach | links         | Wieden              | 02,5                 |
| Aubach          | rechts        | Gewerbepark Harbach | 05,3                 |
| Luggauer Bach   | links         | Luggau              | 09,9                 |
| Harbach         | rechts        | Harbach             | 06,6                 |
| Mayerhofbach    | rechts        | Dorfgastein         | 08,3                 |
| Bernkogelbach   | links         | Unterberg           | 05,5                 |